# Giardino di Ninfa

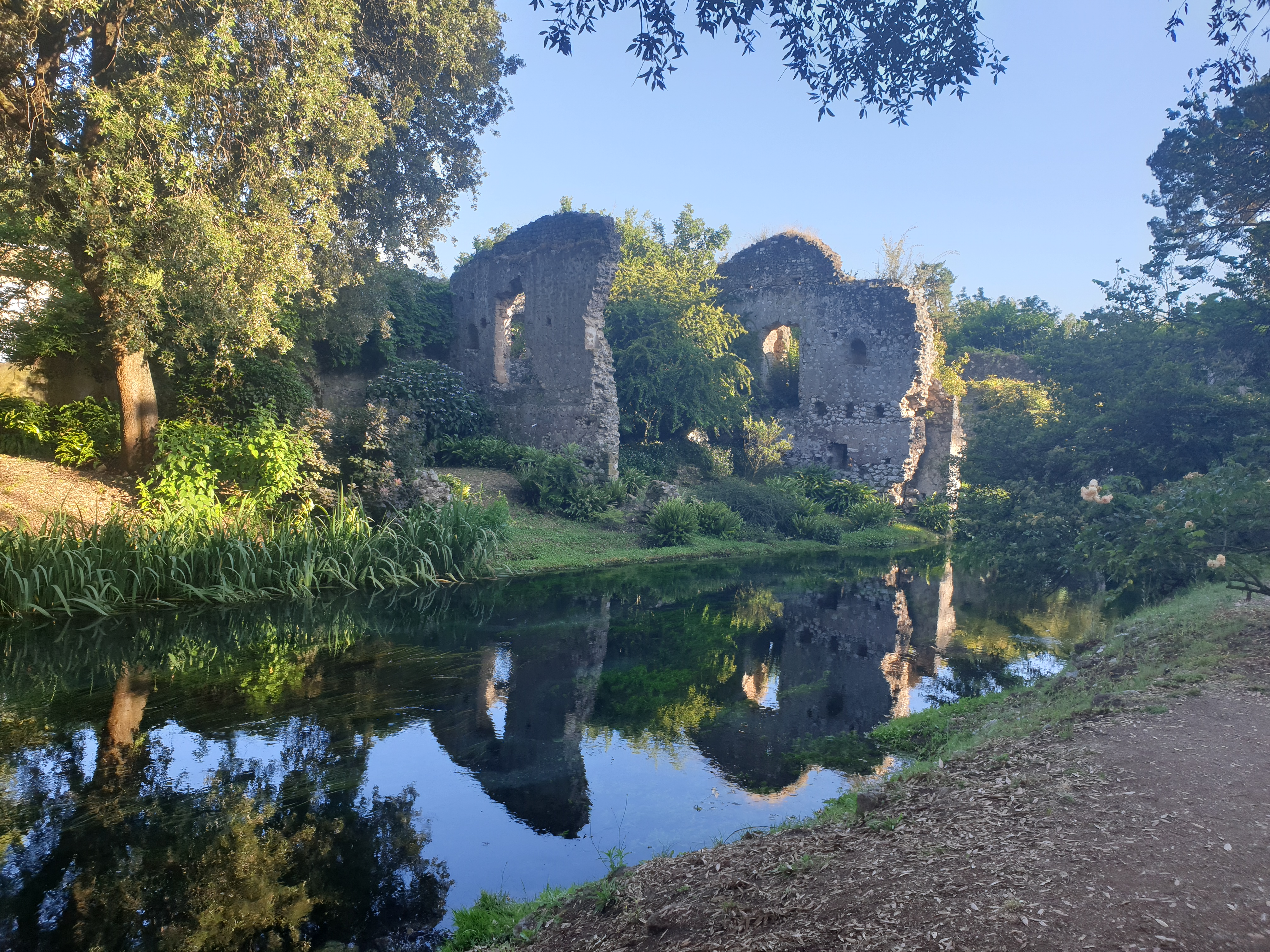
Giardino di Ninfa

Der Giardino di Ninfa ist ein Park und englischer Garten auf dem Gebiet der Gemeinde Cisterna di Latina in der italienischen Region Latium, an der Grenze zu Norma und Sermoneta. Der Park erstreckt sich über eine Fläche von 105 Hektar und ist ein italienisches Naturdenkmal. Der Landschaftsgarten innerhalb des Parks umfasst 8 Hektar und enthält mittelalterliche Ruinen, Eichen, Zypressen und Pappeln, grasbewachsene Wiesen, eine große Auswahl an exotischen Pflanzen aus verschiedenen Teilen der Welt, zahlreiche Wasserläufe und eine Vielzahl von Kletterrosen, die auf den Steinmauern der Ruinen wachsen. Der Park wird von der italienischen Stiftung Fondazione Roffredo Caetani betrieben. Der Garten ist von April bis November für die Öffentlichkeit zugänglich. Er gilt als einer der romantischsten Gärten der Welt.

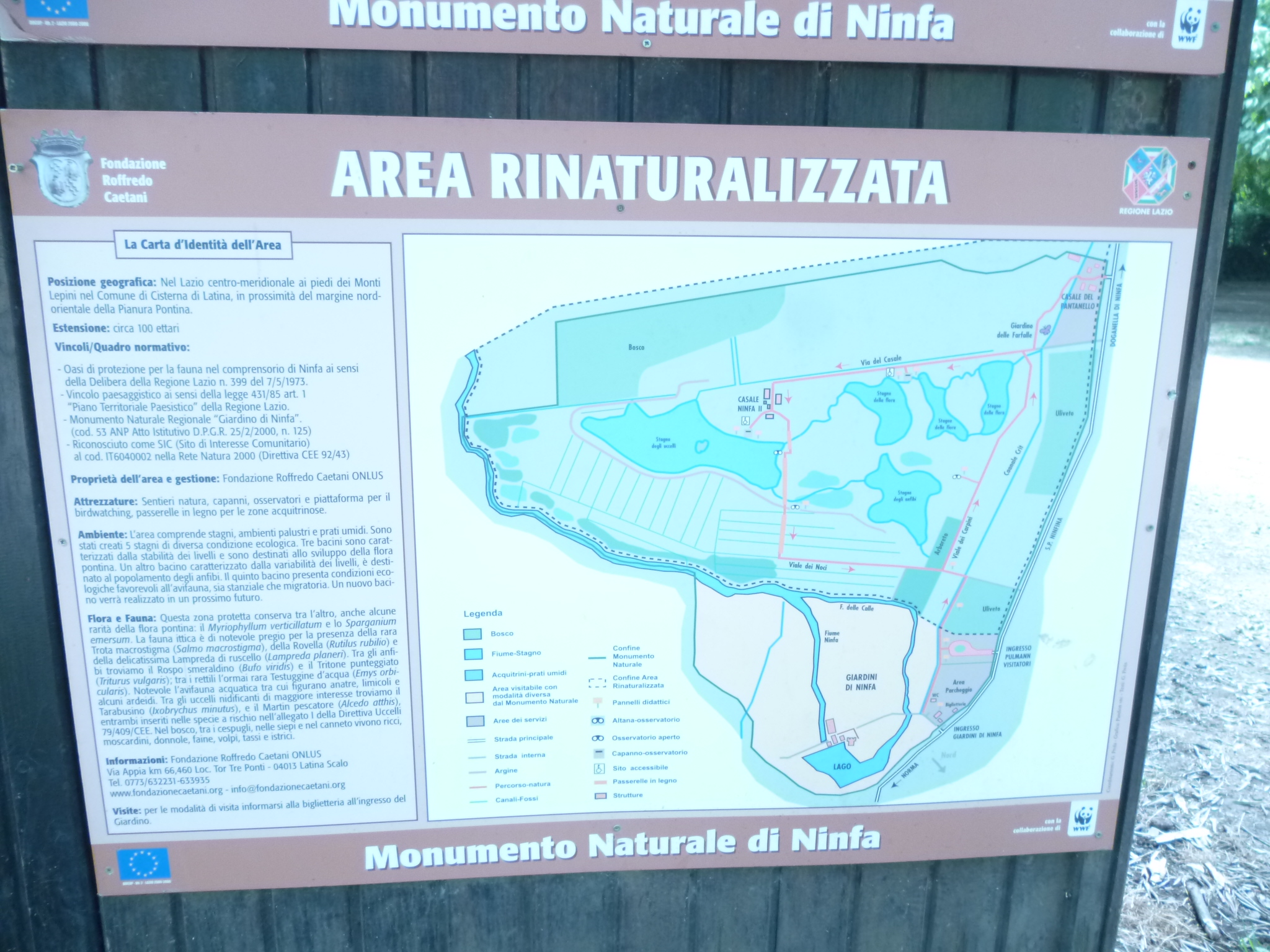
Übersichtskarte

## Beschreibung
„Wahrlich, dieser Ort sieht reizender aus als Pompeji selbst, dessen Häuser umherstarren wie halb zerfallene Mumien, die man aus der vulkanischen Asche emporgezerrt hat. Aber über Ninfa wogt ein duftiges Meer von Blumen; jede Wand, jede Mauer, jede Kirche, jedes Haus ist mit Efeu verschleiert, und auf allen Ruinen wehen die purpurnen Fahnen des triumphierenden Gottes des Frühlings.“

Festung im Giardino di Ninfa

Der Giardino di Ninfa ist bekannt für seine üppige Vegetation, malerischen Seen und die mittelalterlichen Ruinen, die sich harmonisch in den Garten einfügen. Der Giardino di Ninfa wird oft als einer der romantischsten Gärten der Welt bezeichnet. Es gibt dort über 1300 verschiedene Pflanzenarten, unter anderem Rosen, Magnolien, Iris, japanische Kirschen und weitere exotische Pflanzen. Der Giardino di Ninfa erstreckt sich über eine Fläche von etwa 105 Hektar, der eigentliche Landschaftsgarten innerhalb des Parks umfasst etwa 8 Hektar. 

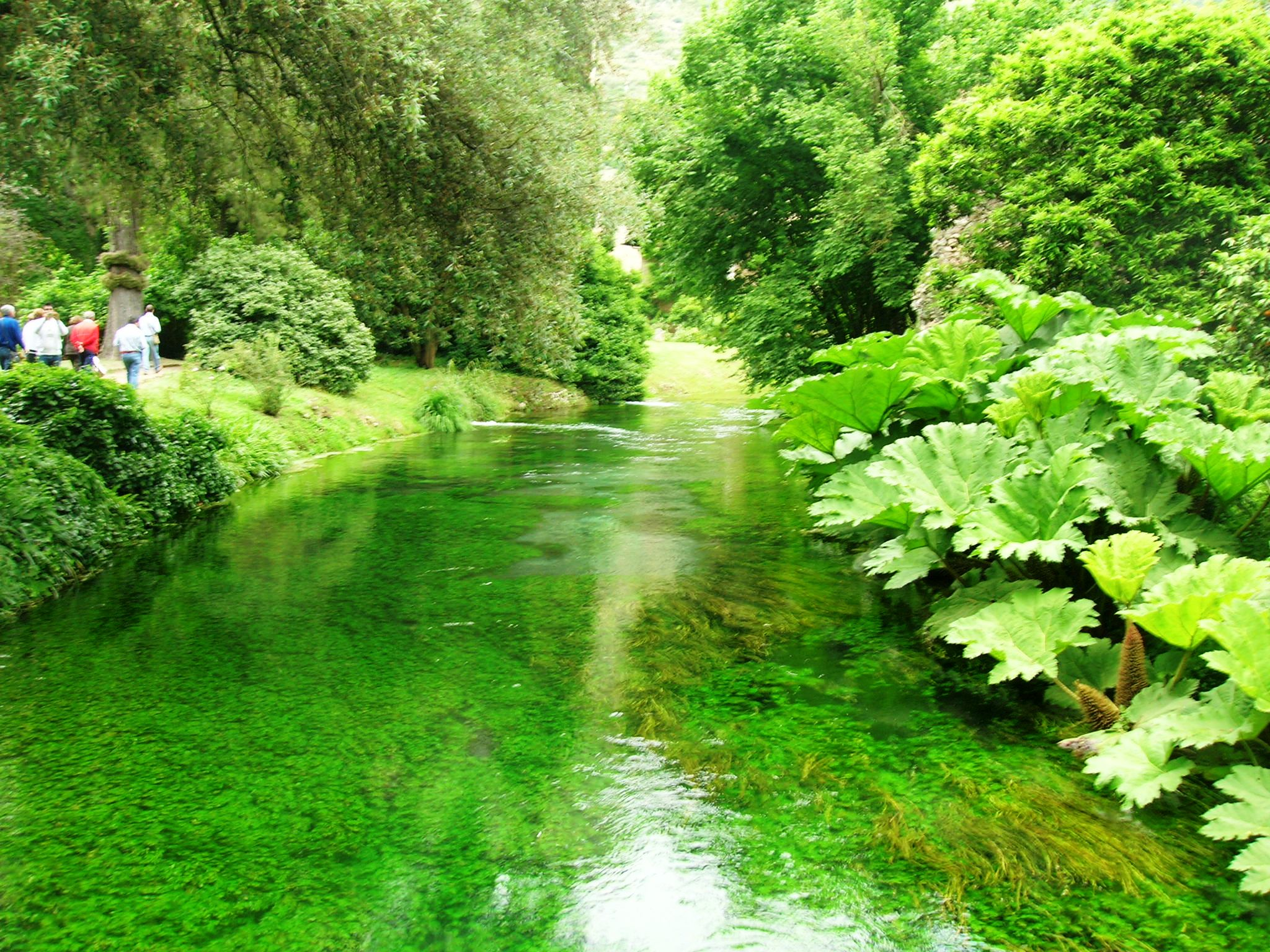
Giardino di Ninfa

Der Garten wird von zahlreichen kleinen Quellen und dem Fluss Ninfa durchquert, der südlich des Gartens fließt. Bei der Wiederherstellung des Gartens wurden Pflanzenarten aus der ganzen Welt importiert.

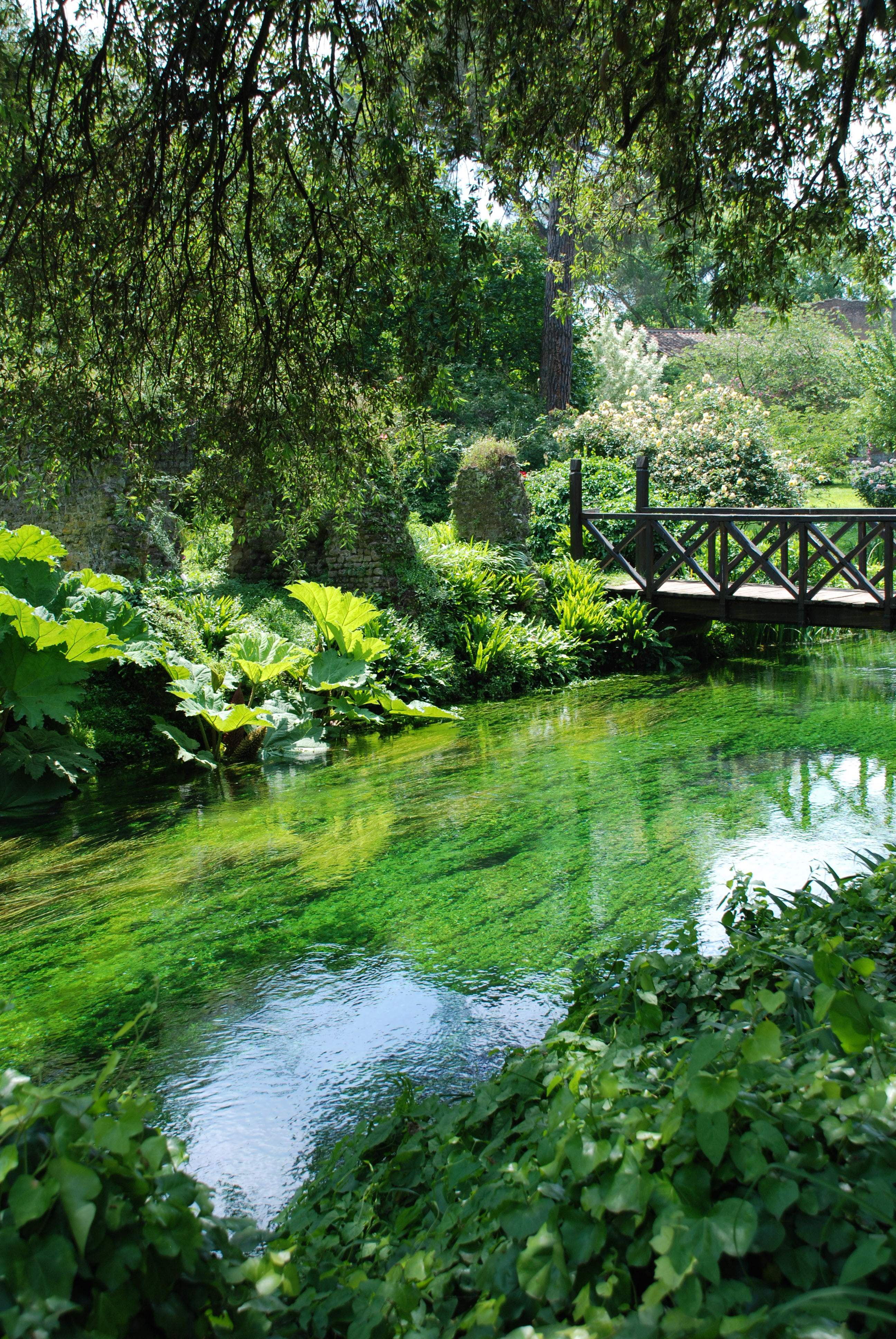
Bachlauf im Giardino di Ninfa

Die Ruinen im Giardino di Ninfa sind Überreste des mittelalterlichen Dorfes Ninfa, das im 14. Jahrhundert aufgrund von Kämpfen und Krankheiten verlassen wurde. Die Ruinen der Festung aus dem 12. Jahrhundert sind ebenfalls inmitten des Gartens und sind heute teilweise überwachsen. Ebenso sind die Ruinen von fünf der ursprünglich neun Kirchen, deren Fresken 1971 abgenommen wurden, um sie im Caetani-Schloss von Sermoneta aufzubewahren, noch erhalten: San Giovanni, San Biagio, San Pietro fuori le mura, San Salvatore und Santa Maria Maggiore.

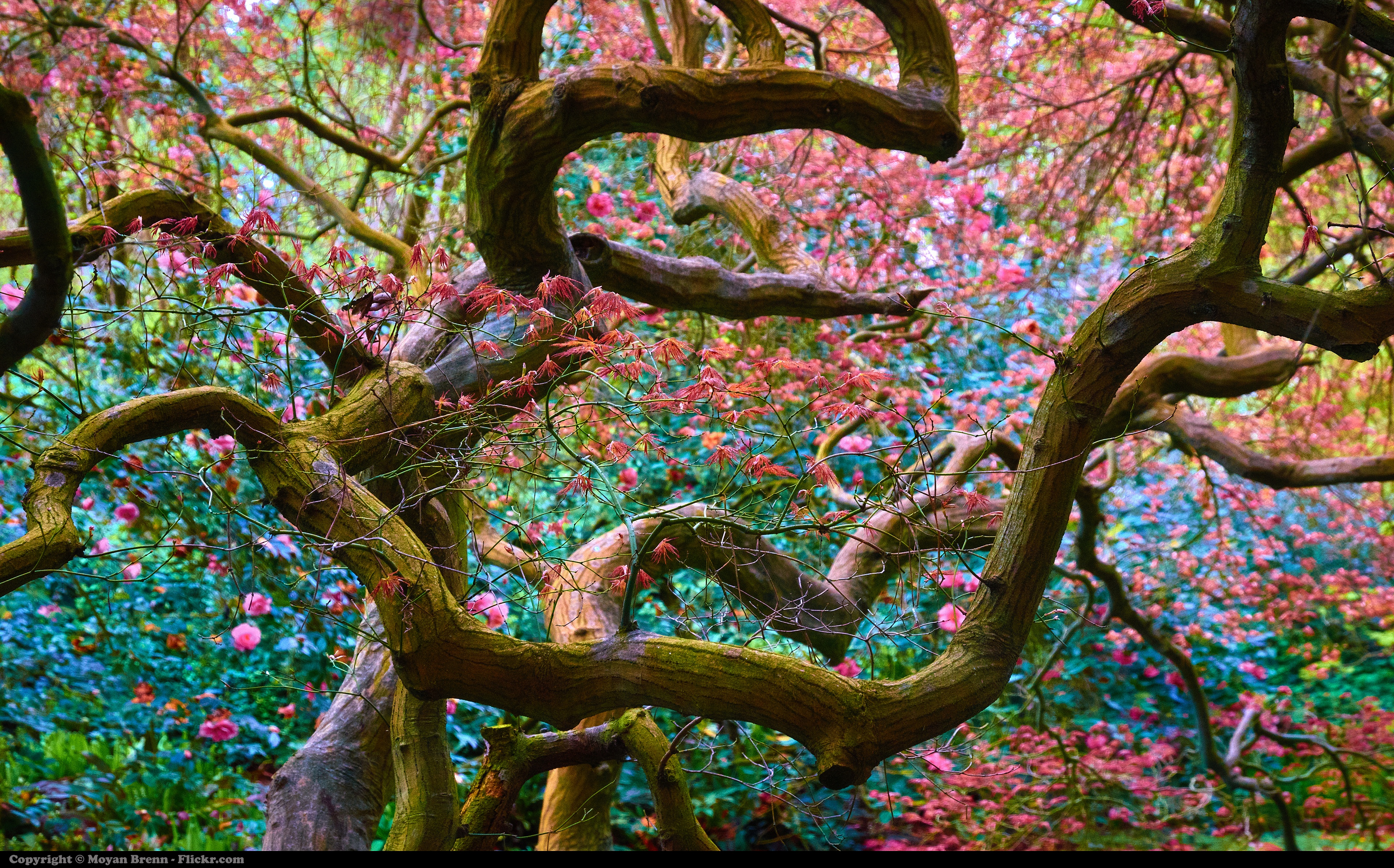
Die Zweige eines japanischen Ahorns – Giardino di Ninfa

Santa Maria Maggiore war die Hauptkirche der Stadt und wurde wahrscheinlich im 10. Jahrhundert erbaut und in der ersten Hälfte des 12. Jahrhunderts vergrößert. Die Kirche San Giovanni wird auf das 11. Jahrhundert datiert.
Im Mittelalter bestand Ninfa aus mehr als 150 Häusern, mehreren Kirchen, Mühlen, Brücken, zwei Hospizen, einer Burg und einem Rathaus. Die Stadt war von einer 1400 m langen Stadtmauer mit Wachtürmen umgeben, durchsetzt mit mindestens elf Türmen, auch wenn es wahrscheinlich viel mehr waren.

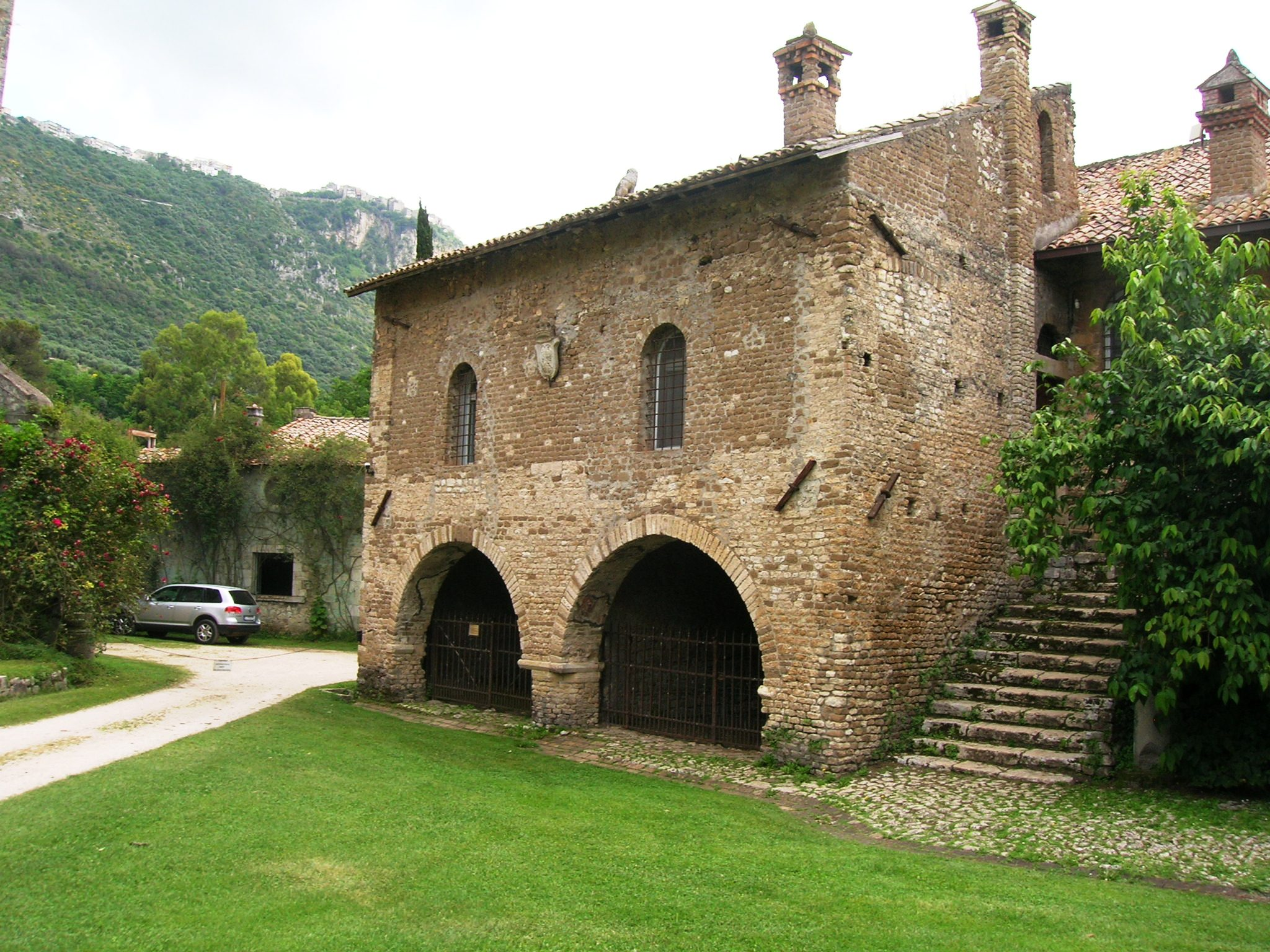
Rathausmarkt Giardino di Ninfa

Schriftsteller wie Virgina Woolf, Truman Capote, Giuseppe Ungaretti, Alberto Moravia, Giorgio Bassani, Gabriele D’Annunzio, Ignazio Silone, Pier Paolo Pasolini, Carlo Levi, Elsa Morante, Pietro Citati, Attilio Bertolucci, Boris Pasternak, T. S. Eliot und Philippe Jaccottet fanden hier Inspiration für ihre Werke.

## Geschichte
Der Name Ninfa (deutsch: Nymphe) leitet sich von einem römischen Tempel ab, der in der Nähe des heutigen Gartens errichtet wurde und der Wassergottheit gewidmet war. Laut Charles Quest-Ritsons Buch Ninfa: The Most Romantic Garden in the World (Der romantischste Garten der Welt) stammt die erste urkundliche Erwähnung der Gärten von Ninfa von Plinius dem Jüngeren, der einen Tempel auf dem Gelände beschrieb, der den Wassernymphen gewidmet war. 

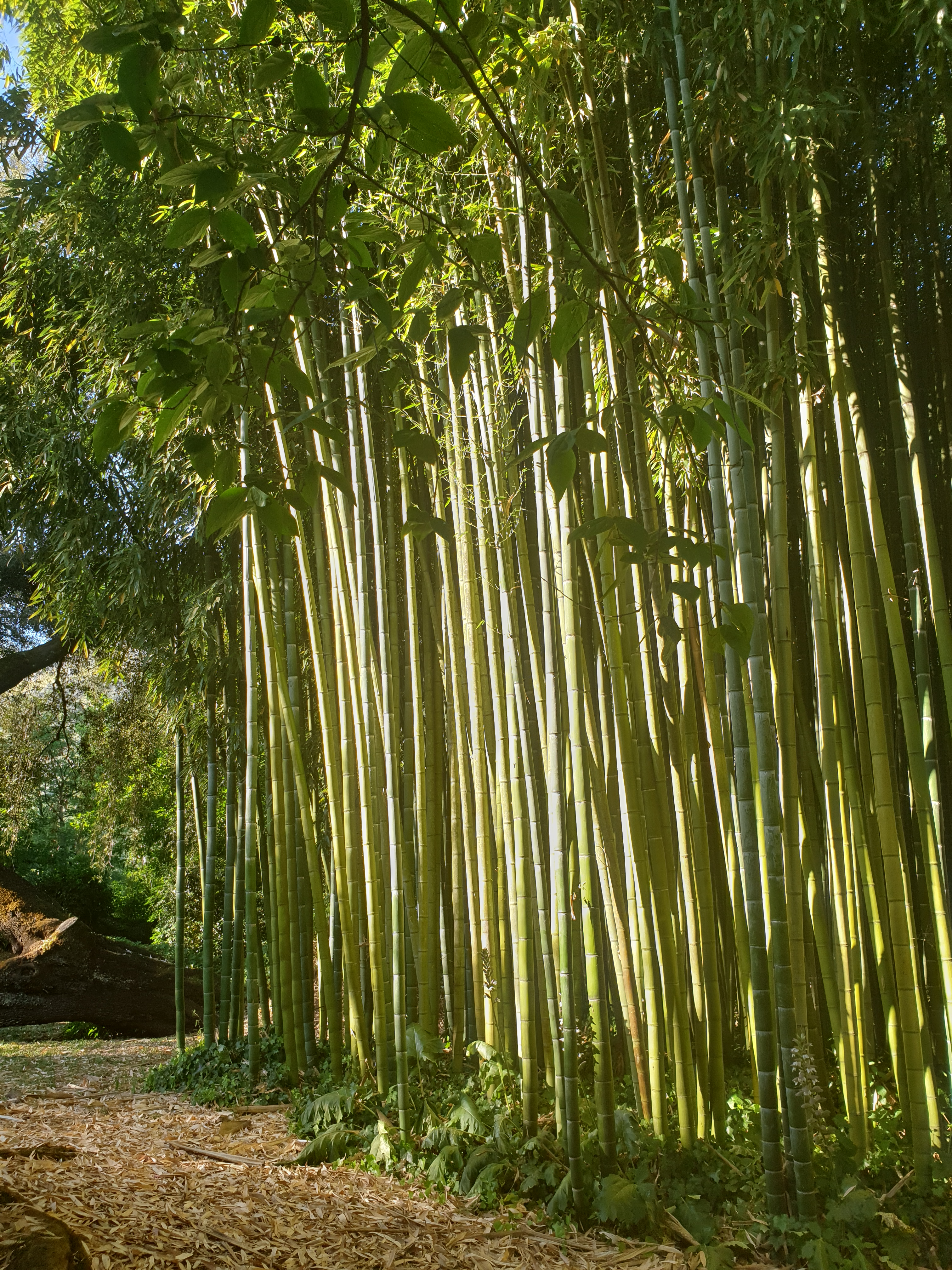
Bambuswald im Giardino di Ninfa

Ninfa war Teil eines größeren Gebiets, das Campagna und Marittima genannt wurde. Ab 741 verwaltete Papst Zacharias die großen landwirtschaftlichen Güter von Norba und Ninfa, die er vom byzantinischen Kaiser Konstantin V. Kopronymus geschenkt bekommen hatte, als Dank für seine diplomatischen Bemühungen und seine Unterstützung der byzantinischen Interessen in Italien.
Das Landgut von Ninfa wurde aufgrund seiner strategischen Lage bald zu einer Ansammlung von Häusern und im 9. Jahrhundert zu einer befestigten Stadt, um sich gegen die Sarazenenüberfälle zu schützen. Die Bedeutung von Ninfa lag neben dem reichlichen Vorhandensein von Wasser auch an seiner günstigen Lage, nachdem die Via Appia wegen Überschwemmung aufgegeben worden war.

Somit verlief der Verkehr nach Süden über die piemontesische Straße von Velletri nach Terracina, die zwei Abschnitte der Via Appia verband, die nicht von den Sümpfen betroffen waren, und führte genau an der Engstelle durch Ninfa. Diese Eigenschaft machte die Stadt zum Einfallstor des gesamten Verkehrs nach Süditalien, der durch die Mautgebühren, die von den Durchreisenden erhoben wurden, Reichtum erwirtschaftete. 

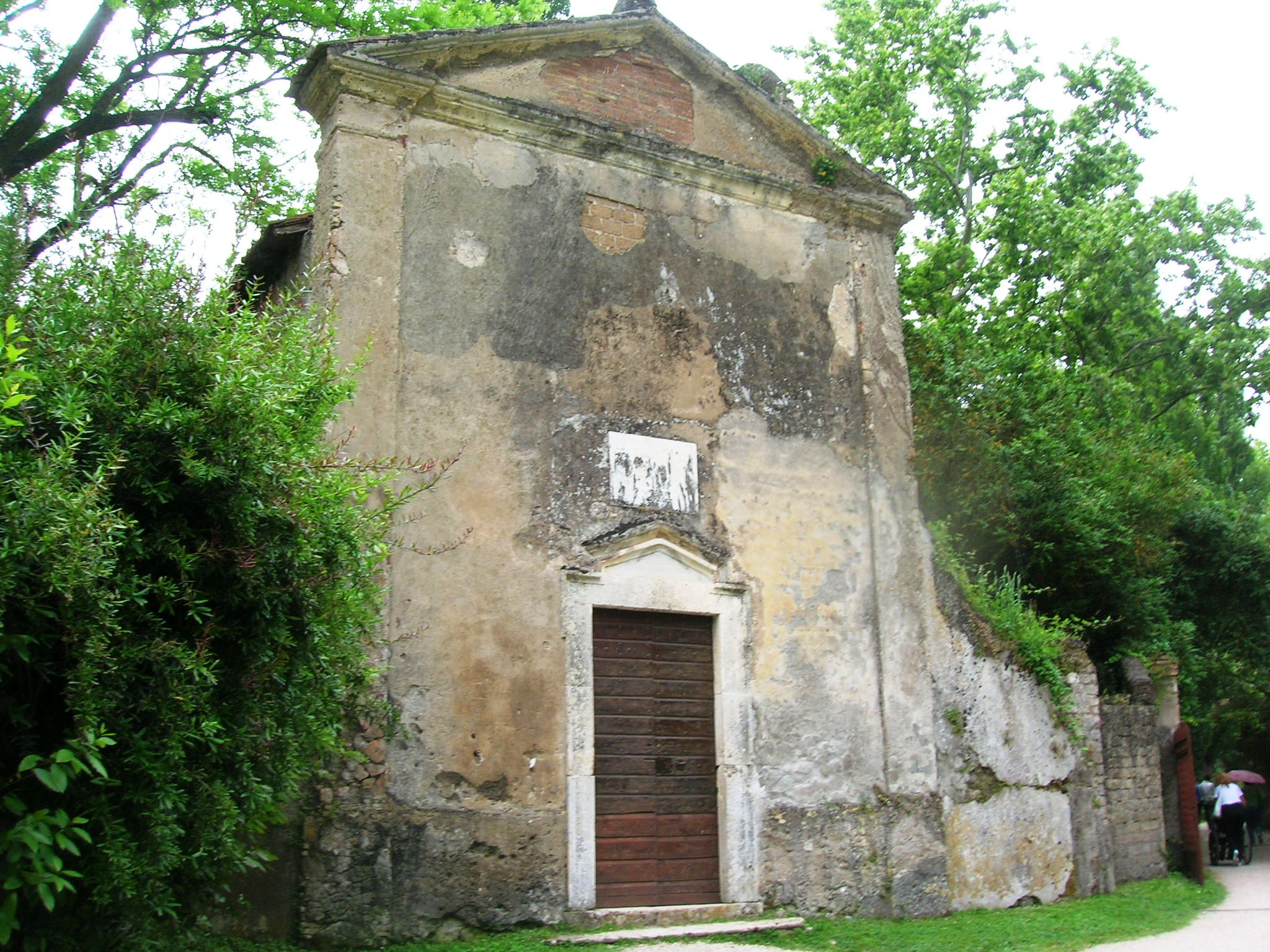
Kirche San Giovanni

Ab dem 11. Jahrhundert wurde die Stadt Ninfa von verschiedenen Adelsfamilien wie den Conti di Tuscolo und den Frangipani regiert, unter denen die Architektur der Stadt aufblühte und die wirtschaftliche und politische Bedeutung von Ninfa wuchs: 1159 wurde Kardinal Rolando Bandinelli in der Kirche Santa Maria Maggiore, deren Ruinen heute noch zu sehen sind, zu Alexander III. gekrönt.

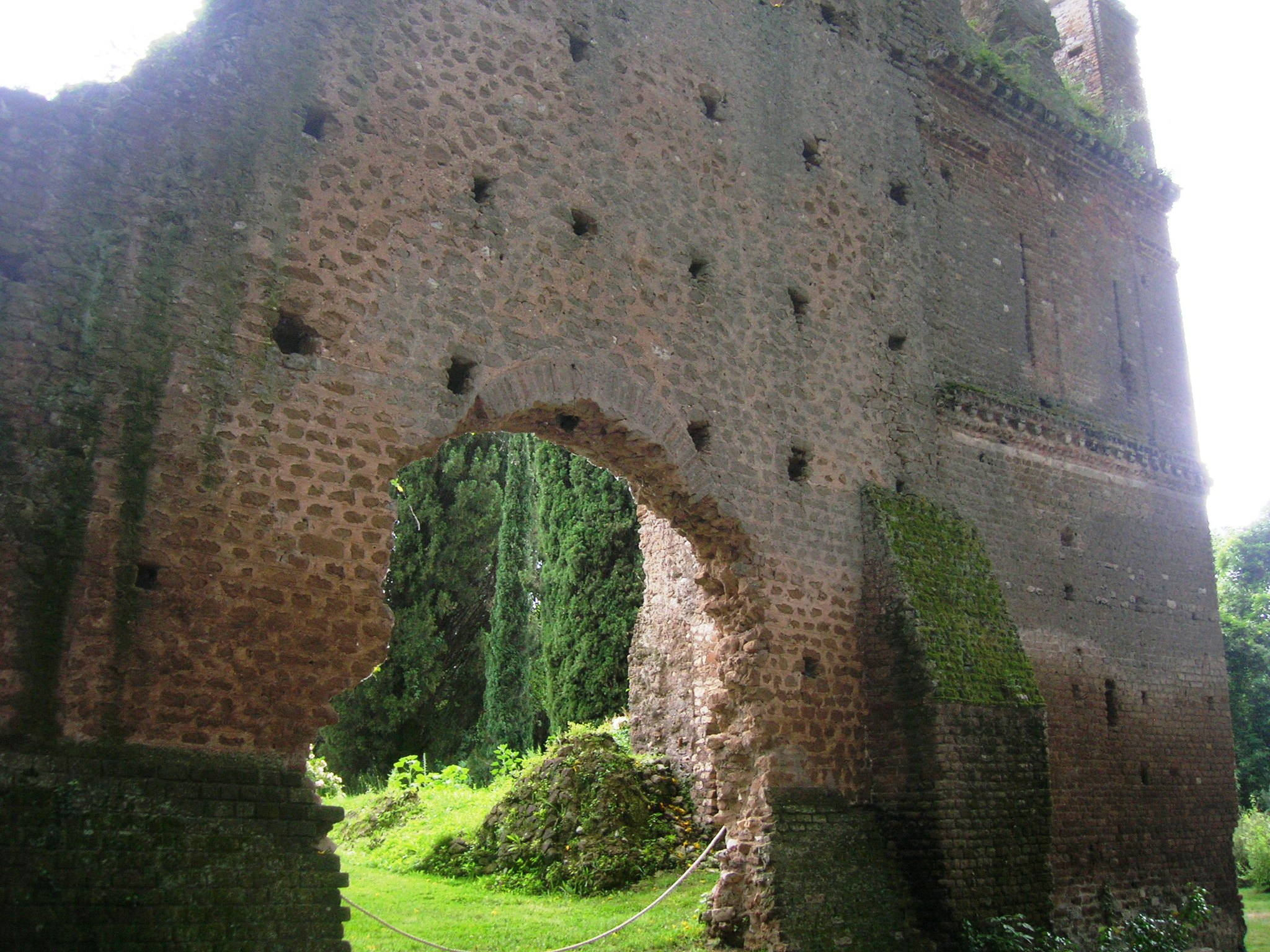
Eingang zur Kirche Santa Maria Maggiore

1298 kaufte Benedetto Caetani, Papst Bonifatius VIII., Ninfa und andere benachbarte Gebiete für seinen Neffen Pietro II Caetani für 200.000 Goldgulden von den feudalen Besitzern. Hiermit begann der Niedergang der Stadt. 1381 wurde die Stadt von Truppen benachbarter Fürsten geplündert und zerstört. Viele Einwohner verließen die Stadt, auch durch den häufigen Ausbruch von Malaria in der Pontinischen Ebene. Somit wurde Ninfa zu einer Geisterstadt.
1471 eröffneten die Caetani in Ninfa eine Eisenhütte, mit deren Bau 1457 begonnen worden war und die nach nur wenigen Jahren wieder geschlossen wurde. In der gleichen Zeit wurde die Burg als Gefängnis genutzt: 1447 fand das Massaker von Ninfa statt, als einer der im Turm eingesperrten Gefangenen einen Wärter tötete und Onorato III. zur Strafe alle Insassen vom Turm warf, darunter auch einen Diakon, was von der Kirche als unzulässig angesehen wurde. Um der Exkommunikation zu entgehen, die auch die Konfiszierung aller Lehen beinhaltete, musste Onorato öffentlich ausgepeitscht werden.

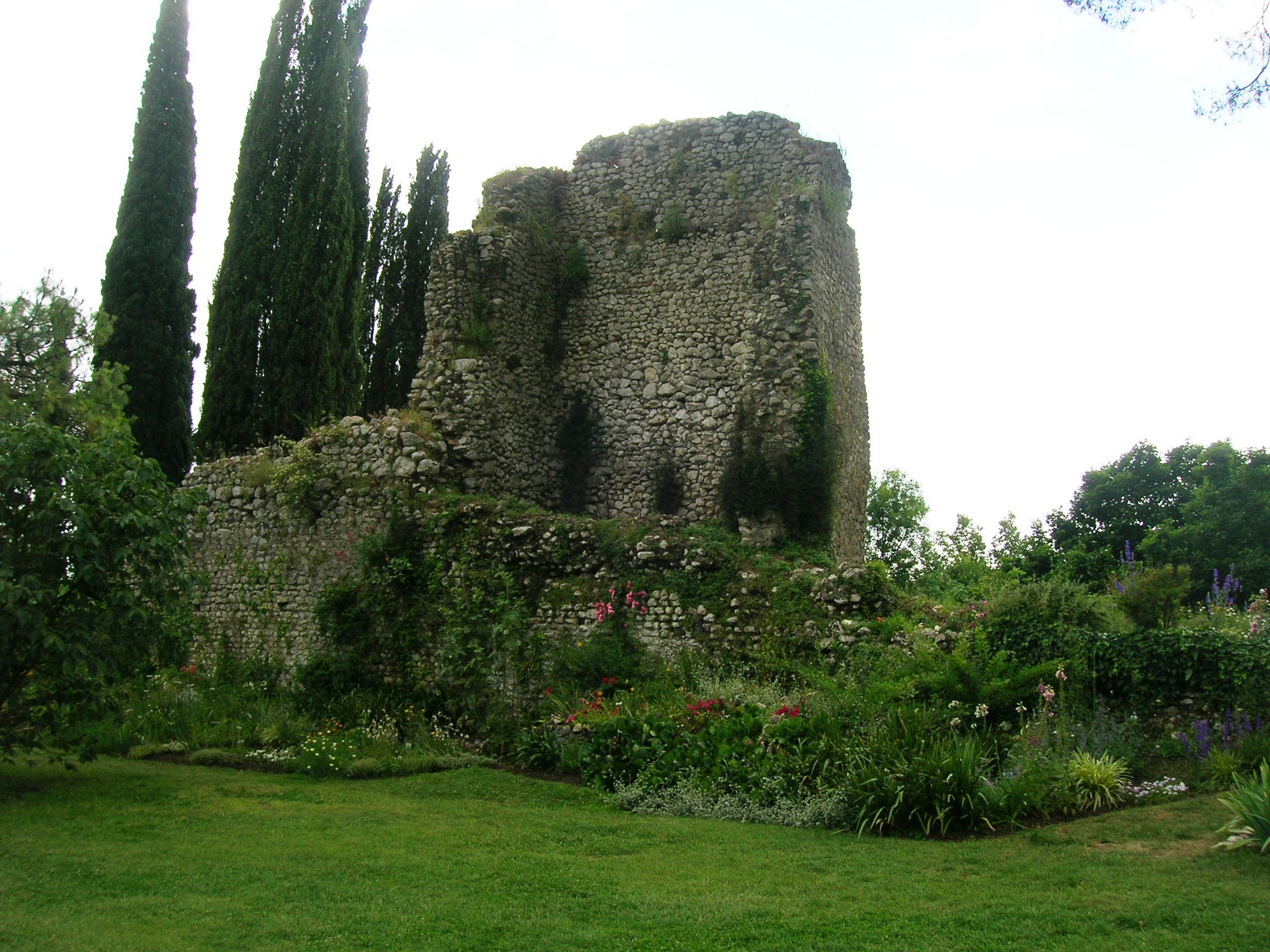
Stadtmauer mit Turm

Im 16. Jahrhundert versuchte Kardinal Nicolò III. Caetani, ein Liebhaber der Botanik, einen „Garten der Freuden“ in Ninfa zu errichten. Er ließ neben den Ruinen der mittelalterlichen Festung einen ummauerten Garten mit regelmäßigem Grundriss anlegen, in dem er edle Zitrussorten züchtete. Im 17. Jahrhundert kümmerte sich auch Herzog Francesco IV. um den Garten, doch bald zwang auch ihn die Malaria zur Aufgabe.

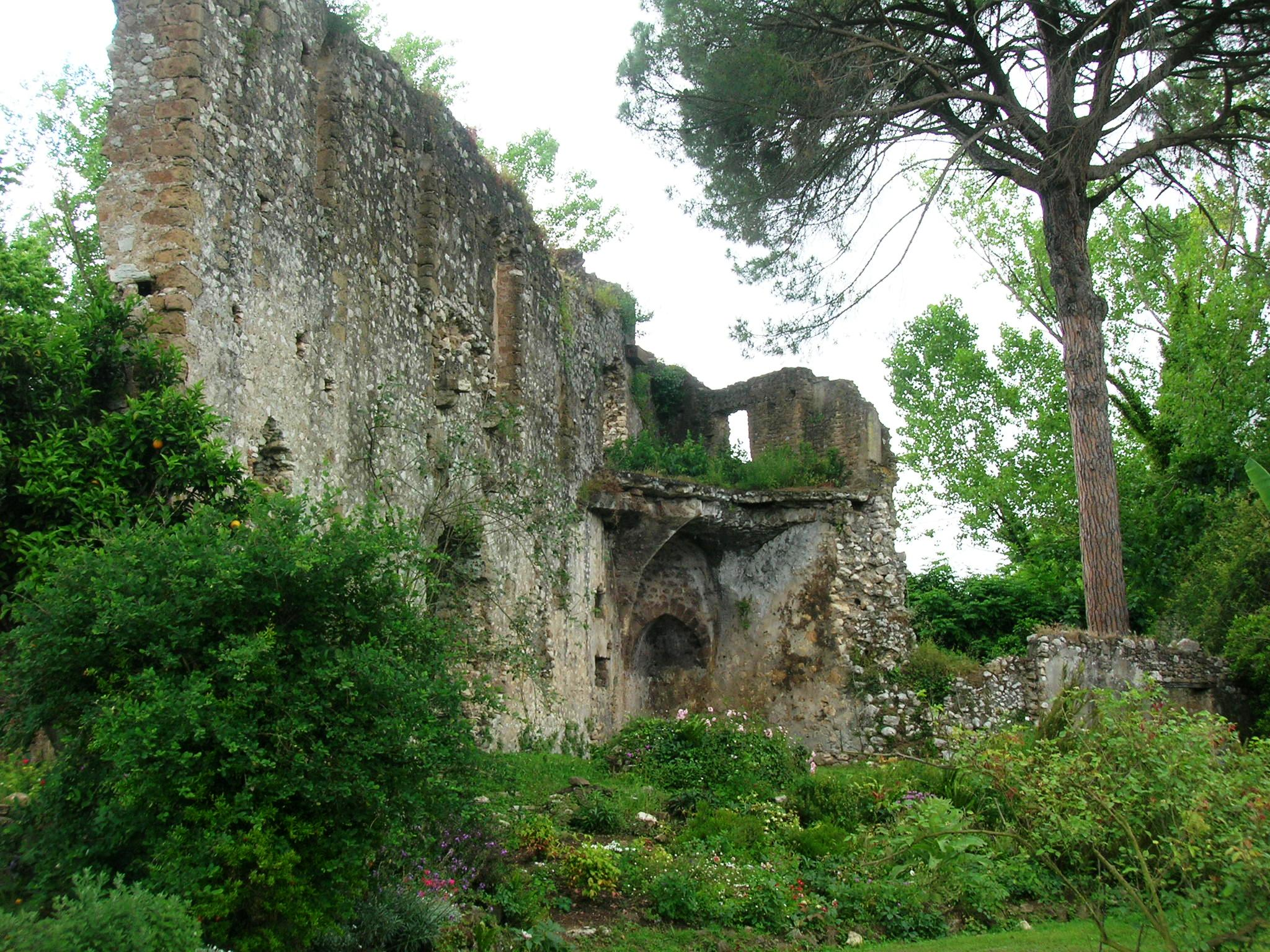
Kirche San Biagio

Im 19. Jahrhundert schwärmte der deutsche Historiker Ferdinand Gregorovius von Ninfa als „märchenhafte Ruine einer Stadt“, als „Pompeji des Mittelalters“ bzw. als „Pompeji des Christentums“ und schwärmte: „Dieses entzückende Nympha ist das reizendste Märchen der Geschichte und Natur, das ich irgend in der Welt gesehen habe.“
In den frühen 1900er Jahren fing die Familie Caetani wieder an, sich um Ninfa zu kümmern, da ihnen das Potenzial bewusst war, das in der wilden Natur Ninfas steckte.

Der Landschaftsgarten wurde von Gelasio Caetani im Jahr 1921 angelegt. Nach dem Tod von Gelasio 1934 pflanzte seine amerikanische Schwägerin Marguerite, Herzogin von Sermoneta, in großem Stil, bis ihre Tochter Lelia um 1950 den Garten übernahm. Lelia war eine Künstlerin und eine leidenschaftliche Pflanzenliebhaberin.

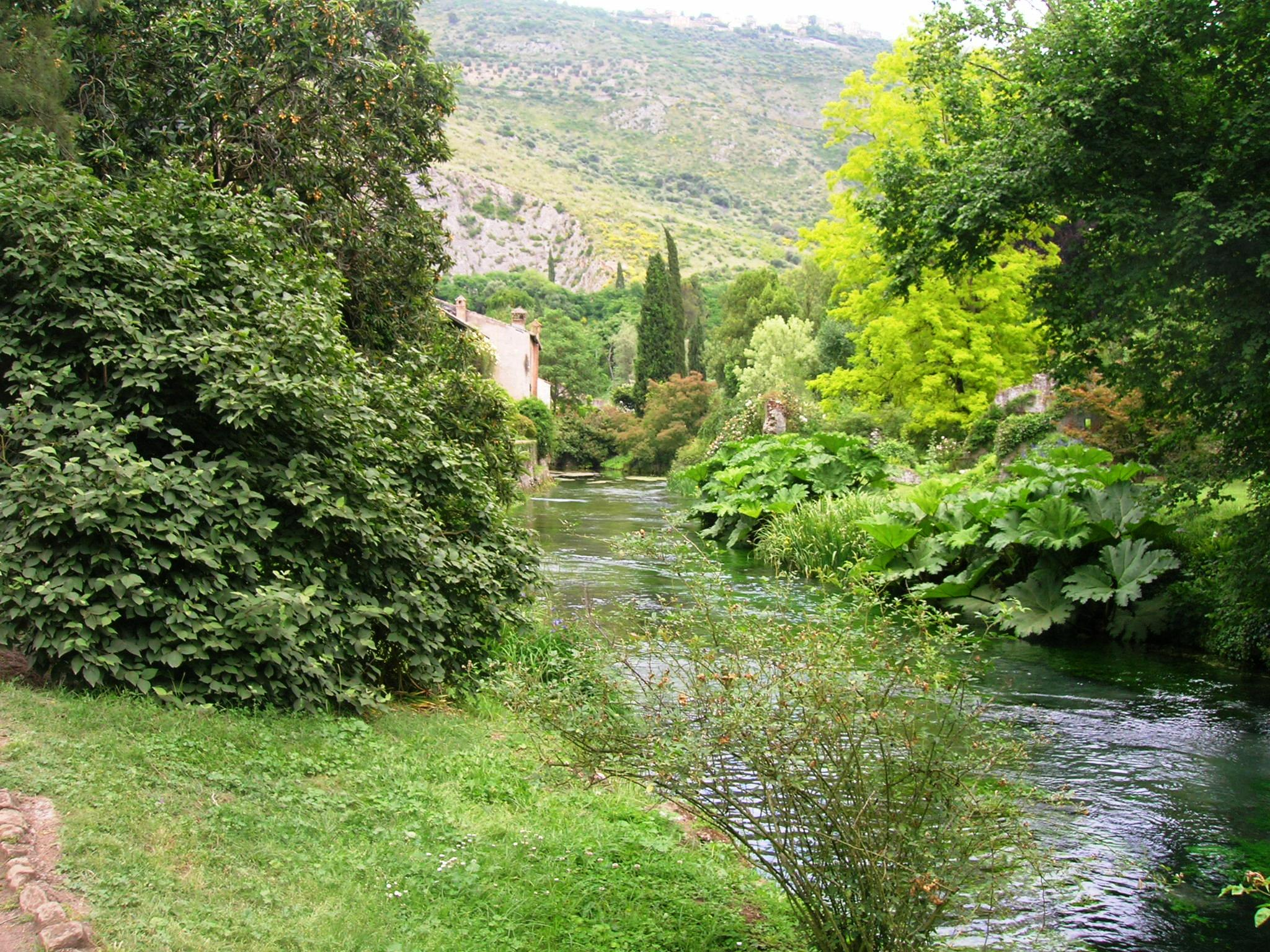
Der Fluss Ninfa

Nach ihrem Tod im Jahr 1977 wurde Ninfa von ihrem englischen Ehemann, Hubert Howard, mit geführt und ging in den Besitz der Roffredo Caetani Foundation über, da die Howards keine eigenen Kinder hatten und die männliche Linie der Caetani-Familie ausgestorben war. Als Hubert 1987 starb, ging die Leitung des Gartens an den Schützling der Howards, Lauro Marchetti, über, den Sohn ihres Gutsverwalters und noch ein junger Mann in den Dreißigern. Lauro hat den Garten genau im Sinne von Lelia und Hubert gepflegt und weiterentwickelt. Im Jahre 2000 wurde Ninfa ein Naturdenkmal der Republik Italien.